# Gnidosz rozesłany
Gnidosz rozesłany (Pedicularis sylvatica L.) – gatunek rośliny należący do rodziny zarazowatych. W Polsce częściej występuje w zachodniej części kraju, stopniowo zanika w kierunku wschodnim osiągając wschodnią granicę zasięgu.

## Morfologia
ŁodygaŚrodkowa łodyga wzniesiona do 20 cm, boczne leżące lub podnoszące się. Nie rozgałęziają się, ale na wszystkich zawiązują się kwiaty.
LiściePierzastodzielne, o odcinkach jajowatych i pierzasto klapowanych, siedzące.
KwiatyZebrane w luźne grono, często zaczynające się tuż przy nasadzie łodygi. Kwiaty grzbieciste, wyrastają w kątach liści na krótkich szypułkach. Mają zrosłodziałkowy, dwuwargowy, rozdęty, nagi kielich z odgiętymi do tyłu, nierównymi, pięcioma, ząbkowanymi na szczycie łatkami. Kielich jest trwały, pozostaje po przekwitnięciu. Jasnopurpurowa lub jasnoróżowa (rzadko biała) korona posiada rurkę dłuższą od kielicha i osiąga 15–25 mm długości. Dolna warga korony jest nieorzęsiona, znacznie krótsza od górnej, silnie odstająca. Górna warga jest ściśnięta po bokach i wyciągnięta w dwuząbkowy dzióbek. 1 słupek, 4 dwusilne pręciki ukryte są pod górną wargą. Nektaria umieszczone u podstawy słupka, ale dostęp do nich utrudniają włoski pręcików.
OwocDwukomorowa, schowana wewnątrz trwałego i dłuższego kielicha, okrągła torebka.
KorzeńPosiada ssawki, którymi wrasta w korzenie sąsiadujących roślin.

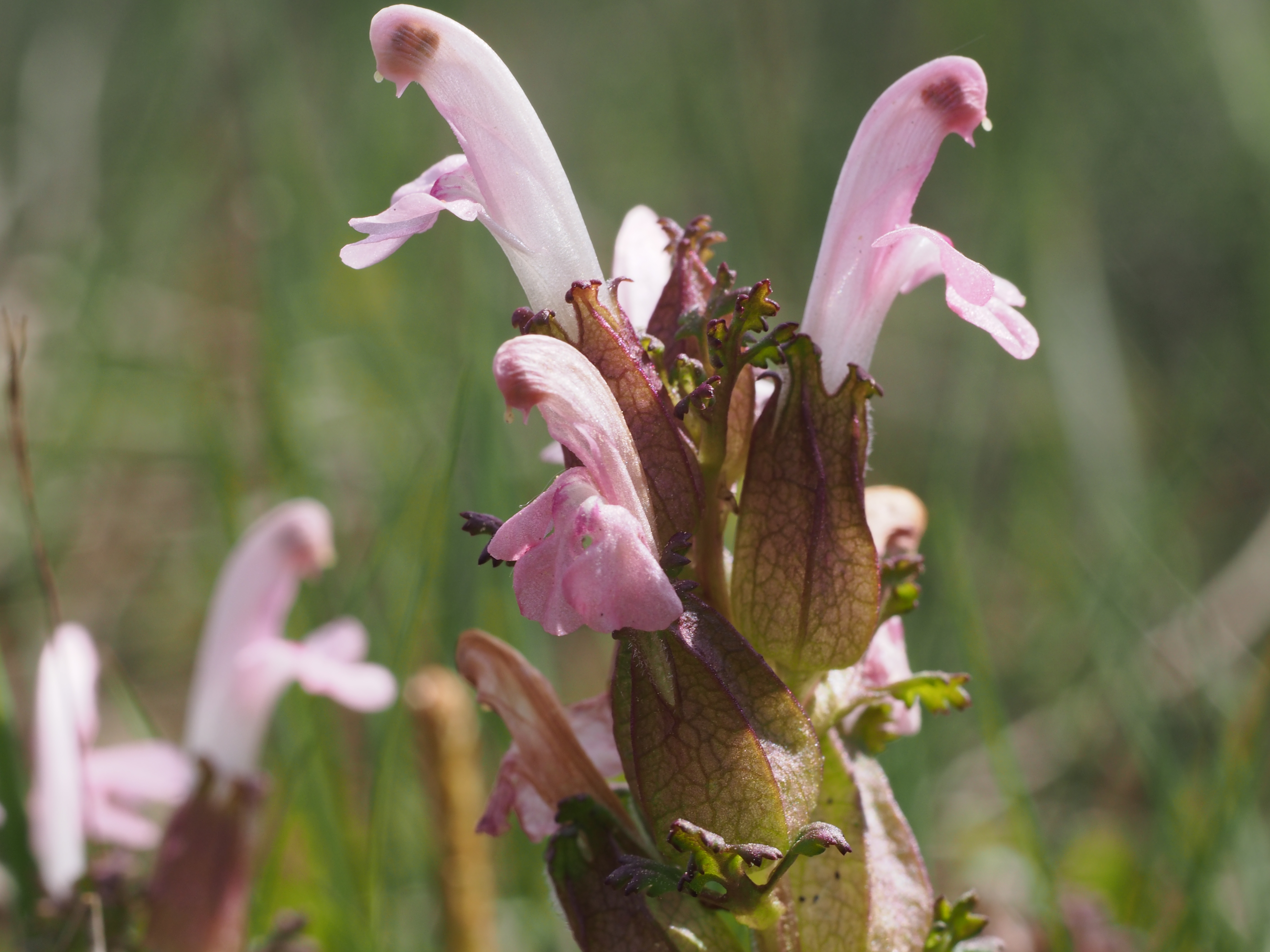
Szczyt kwiatostanu
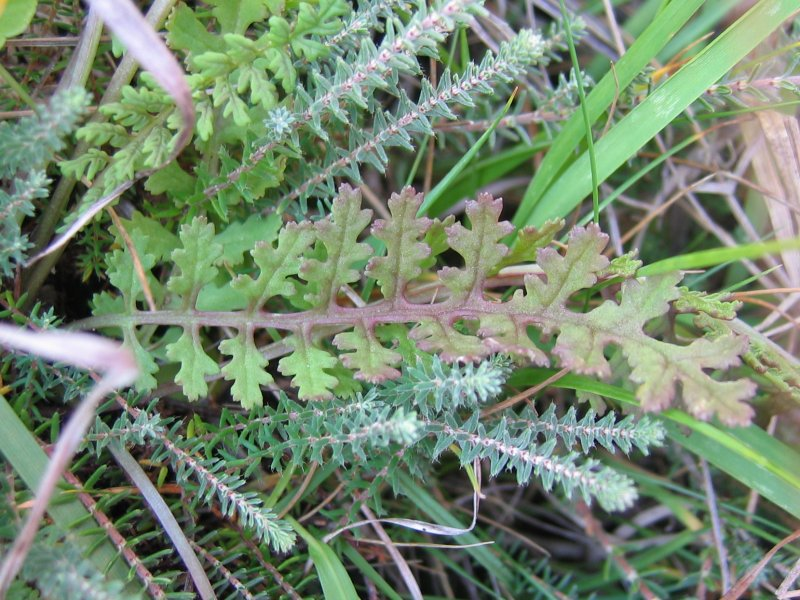
Kształt liścia
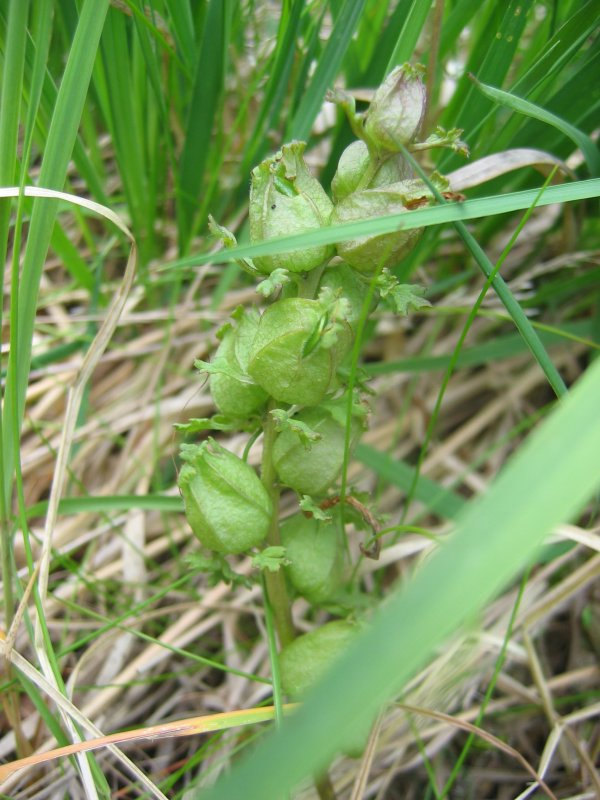
Owoce

## Biologia
Roślina dwuletnia lub bylina, hemikryptofit. Półpasożyt pobierający od roślin żywicielskich wodę i sole mineralne za pomocą ssawek. Jej cykl życiowy trwa 2 lata. Roślina miododajna, owadopylna, kwitnie od maja do lipca, zapylana jest przeważnie przez trzmiele. Roślina trująca.

## Ekologia
Zasiedla mokre, kwaśne łąki, zwłaszcza bliźniczkowe i torfowiska niskie i przejściowe. Czasami występuje także w wielkoturzycowych szuwarach i na wrzosowiskach. Roślina kwasolubna, występująca na glebach kwaśnych lub bardzo kwaśnych. W górach występuje po piętro kosodrzewiny. Populacje liczą przeważnie kilkadziesiąt do kilkuset osobników.  W klasyfikacji zbiorowisk roślinnych gatunek charakterystyczny dla All. Violion caninae i Ass. Nardo-Juncetum squarrosi.

## Zagrożenia i ochrona
W latach 1983–2014 gatunek podlegał w Polsce ochronie ścisłej, od 2014 roku roślina jest objęta częściową ochroną gatunkową. Występuje w wielu rezerwatach przyrody i parkach narodowych, m.in. w Ojcowskim, Pienińskim, Poleskim i Świętokrzyskim. Umieszczony na polskiej czerwonej liście w kategorii VU (narażony).
Głównym zagrożeniem dla gatunku jest osuszanie podmokłych terenów, na których występuje.